# Трёхполосая шарнирная черепаха
Трёхполосая шарнирная черепаха (лат. Cuora trifasciata) — вид азиатских пресноводных черепах (Geoemydidae). Эндемик южного Китая. Является одним из самых ценных видов черепах в мире с коммерческой точки зрения и находится под исключительным давлением со стороны незаконного отлова в природе для содержания в аквакультуре, торговли в качестве домашнего животного и использования в традиционной китайской медицине. Этот некогда довольно распространенный в дикой природе вид превратился в разрозненные особи, а его огромная коммерческая ценность продолжает подвергать опасности оставшиеся популяции, усилия по разведению в неволе и перспективы реинтродукции. Предполагается, что популяция этого вида сократилась более чем на 95 % за последние три поколения. Из-за этого он внесен в список МСОП находящихся под угрозой исчезновения видов.

## Описание

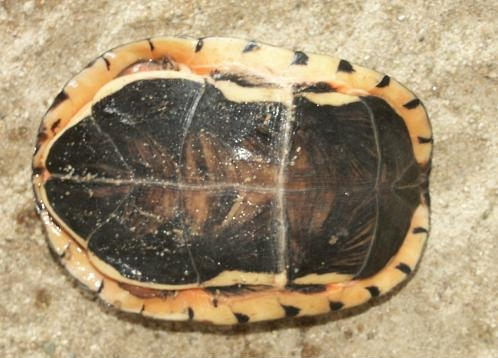
Брюшной панцирь пластрон

Длина карапакса может достигать 32 см, но обычно не превышает 24 см. Черепаха питается разнообразными мелкими животными: рыбой, лягушками и падалью, но в экскрементах также обнаружены остатки крабов, улиток и насекомых. Кроме того, она, предположительно, может поедать кое-какую растительность и фрукты.

## Ареал и места обитания
Ранее трёхполосая шарнирная черепаха была широко распространена на юге Китая от Гуанси через Гуандун до Фуцзянь, а также на островах Хайнань и Гонконг. В настоящее время она распространена только на Гонконге и в провинции Хайнань, однако субпопуляция Гонконга могла быть завезена в результате торговли этими черепахами. Ранее считалось, что она обитает и на севере Вьетнама, но теперь эту популяцию относят к виду Cuora cyclornata.
Трёхполосая шарнирная черепаха обитает в чистых ручьях на лесистых холмах. Исторически трёхполосая шарнирная черепаха, вероятно, была довольно распространена в местах с подходящей средой обитания, но в последние годы в результате отлова все оставшиеся субпопуляции сократились до разрозненных особей, при этом вид, вероятно, вымер в дикой природе на большей части своего ареала. На основании этого предполагается, что популяция этого вида сократилась более чем на 95 % за последние три поколения.

## Размножение

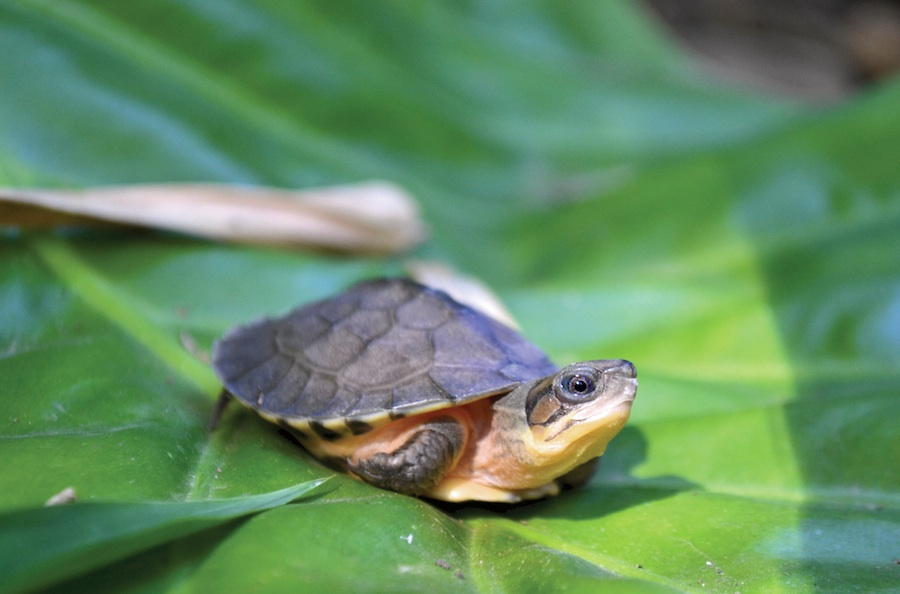
Молодая трёхполосая шарнирная черепаха

Самки в год могут производить 12 кладок по 4—9 яиц. Только что вылупившиеся черепашата имеют размер около 40 мм и весят около 15 г. Предполагаемая продолжительность поколения этого вида составляет 22 года (на основе оценок, сделанных для близкородственного вида Cuora cyclornata).

## Классификация
Выделяют 2 подвида:
- Cuora trifasciata trifasciata (Bell, 1825) — номинативный подвид;
- Cuora trifasciata luteocephala Blanck, Protiva, Zhou, Li, Crow et Tiedemann, 2017

Трёхполосая шарнирная черепаха очень легко гибридизуется с близкородственными видами, как в неволе, так и в дикой природе, эти гибриды могут быть плодовитыми. Некоторые из них были описаны как новые виды, например, Mauremys × iversoni Pritchard et McCord, 1991, который обычно является гибридом самцов этого вида и самок вида Mauremys mutica (Cantor, 1842). Кроме того, предполагается, что трёхполосая шарнирная черепаха является родительским видом для ещё двух гибридов: Cuora trifasciata × Sacalia quadriocellata и Mauremys sinensis♂ × Cuora trifasciata♀.

## Охрана
На популяцию трёхполосой шарнирной черепахи влияют традиционный для местного населения вылов в природе, отлов для международной торговли домашними животными и воздействие на среду обитания, включая изменение ручьев для использования их воды для ирригации и энергоснабжения, а также разрушение и деградация окружающих ручьи холмистых лесов, что приводит к усилению эрозии и заиливания.
В 1980-х годах широко распространилось мнение, что экстракт желе этого вида является эффективным лекарством от рака, что мгновенно привело к значительному увеличению спроса на этот вид, а отдельные животные достигли высокой экономической ценности (оцененной более чем в 1000 долларов США к 2000 году). Стоимость особей варьирует в зависимости от происхождения и пола, причем наиболее дорогими являются дикие самцы. Коммерческое разведение этого вида ведется уже несколько десятилетий и дает большое количество потомства, выращенного в неволе. Сохраняется огромный спрос на животных, пойманных в дикой природе, в качестве дополнительного учредительного фонда для индустрии аквакультуры, а давление незаконного сбора на последних оставшихся диких животных остается исключительно высоким. Черепаху ловят всякий раз, когда она встречается, учитывая её высокую экономическую ценность. В Китае выращивается более 20 000 особей, чья стоимость — около 20 000 юаней за черепаху.
Трёхполосая шарнирная черепаха включена в Приложение II СИТЕС с 2000 года, что разрешает международную коммерческую торговлю этим видом при условии, что такая торговля не наносит вреда этому виду и регулируется национальным торговым законодательством. В соответствии с Законом Китайской Народной Республики о защите диких животных (1989 г.) трёхполосая шарнирная черепаха внесена в список национальных охраняемых диких животных категории II, что означает, что сбор разрешен только для научных исследований, разведения в неволе, выставок и других особых целей, а также при наличии разрешения от департамента лесного или рыбного хозяйства правительства провинции. Этот вид охраняется в Гонконге Постановлением о защите диких животных, которое запрещает сбор, вывоз, уничтожение, беспокойство и хранение любых диких черепах, а также хранение любого охотничьего или отловного снаряжения.
Отдел сельского хозяйства, рыболовства и охраны природы Гонконга в сотрудничестве с Фермой и ботаническим садом Кадури (Kadoorie Farm and Botanic Garden) на протяжении многих лет реализует комплексную программу сохранения этого вида в Гонконге.
Из-за чрезвычайно высокой ценности этого вида и того факта, что он практически вымер в дикой природе, усилия по сохранению in situ имеют низкую вероятность успеха. Поэтому настоятельно рекомендуется сохранение ex situ. Рекомендуется привлекать коммерческое фермерское хозяйство для поддержания чистых генотипических линий и, в конечном итоге, способствовать выживанию вида в дикой природе.
Международным союзом охраны природы и природных ресурсов трёхполосая шарнирная черепаха считается видом, находящимся под критической угрозой исчезновения. Он используется в народной медицине, например, как ключевой ингредиент китайского лечебного десерта джилингджао. Таким образом, он находится под угрозой исчезновения из-за неконтролируемой охоты. По оценке специалистов МСОП, проведенной в 2003 году, это один из находящихся под наибольшей угрозой исчезновения видов черепах.

## Разведение в неволе
Трёхполосая шарнирная черепаха выращивается на некоторых черепаховых фермах в Китае. Основываясь на данных большой выборки (почти половина всех зарегистрированных черепаховых ферм в стране), исследователи подсчитали, что у черепаховых фермеров, участвовавших в опросе, общее стадо черепах этого вида составляло 115 900 особей; они продавали 20 600 черепах этого вида в год на оценочную стоимость почти 37 миллионов долларов США. В результате выращенная на ферме трёхполосая шарнирная черепаха будет стоить почти 1800 долларов, что делает её, безусловно, самым дорогим видом, включенным в исследование (для сравнения: черепаха Pelodiscus sinensis, выращиваемая в пищу, будет стоить менее 7 долларов, а Cuora mouhotii, продаваемая как домашнее животное, — около 80 долларов). Принимая во внимание зарегистрированные фермы, которые не ответили на опрос, а также незарегистрированных производителей, общее число должно быть значительно выше. Дикие трёхполосые шарнирные черепахи гораздо более ценны, чем особи, выращенные на фермах, как для практикующих традиционную китайскую медицину, так и для нелегальных торговцев дикими животными. Пол будущей трёхполосой шарнирной черепахи определяется температурой при инкубации яиц. Из-за температуры инкубации на фермах, расположенных в теплых низинах, фермы могли производить только самок. Это увеличило цену пойманных в дикой природе самцов до 20 000 долларов. Большинство выращиваемых трёхполосых шарнирных черепах представляют собой гибриды, которые могут сбежать в природу и создать популяции, вызывая генетическое загрязнение.
По некоторым данным, крупнейшее предприятие по выращиванию трёхполосых шарнирных черепах находится в округе Болуо в провинции Гуандун. По словам основателя этой фермы, она была основана в 1989 году и начала свою работу с восьми диких черепах (двух самцов и шести самок), купленных на местном рынке, и сейчас насчитывает более 2000 черепах. По данным сайта фермы, черепахи, рождённые в неволе, начинают размножаться в возрасте 8 лет.